# Barkell-Plattform
Die Barkell-Plattform ist eine schmale, 100 m breite und bis zu 1285 m hohe Hochebene im ostantarktischen Mac-Robertson-Land. Sie liegt am nördlichen Ende des Mawson Escarpment.
Die Plattform war der Ort für die Errichtung einer geodätischen Vermessungsstation während einer im Jahr 1971 durchgeführten Kampagne zu den Prince Charles Mountains im Rahmen der Australian National Antarctic Research Expeditions. Das Antarctic Names Committee of Australia benannte sie nach Victor George Barkell (1925–1995), Hubschrauberpilot der auf dieser Station tätigen Mannschaft.